# ایوا اونسل
ایوا اونسل (انگلیسی: Eve Unsell؛ ۱۸۸۷ – ۶ ژوئیه ۱۹۳۷) یک فیلم‌نامه‌نویس اهل ایالات متحده آمریکا بود.

## فیلم‌شناسی
- انگل
- جفت یک عقاب
- سایه‌ها
- شراب
- دام